# 亞洲女性
亞洲婦女的演變和歷史與亞洲大陸本身的演變和歷史相吻合，亦會隨著不同地區發展的文化而不同。 亞洲女性可以分類為來自中亞、東亞、北亞、南亞、東南亞和西亞（又名中東）亞洲次區域的女性。

## 文化背景

### 傳統角色
由於亞美尼亞傳統文化和社會的父權性質，亞美尼亞的婦女往往被認為是善良和順從的，以保護她們的童貞直到結婚，並主要承擔家務。
阿塞拜疆農村地區的傳統社會規範和經濟發展滯後繼續限制婦女在社會和經濟中的作用，有報導稱婦女由於性別歧視而難以行使其合法權利。
吉爾吉斯斯坦的婦女負責為國家繁衍下一代，他們也被認為是民族文化的承擔者，因此，他們在國家精神中培育後代的作用是不可替代的。吉爾吉斯斯坦的婦女雖然享有很高的自由度，但仍然比男子更低，因為男子在商業和政治部門總是擁有更大的權力，而社會則希望女性留在家裡。
東帝汶婦女被期望留在家中而且不能獨自外出，並且在經濟上依賴丈夫。
因為該國擁有父權制傳統，因此尼泊爾婦女在很大程度上與男性同等地位不同，女性通常作為照顧者留在家中。 

## 婦女參政

### 東亞
在政治參與方面，中國婦女在政治職位中的代表性較低。僅農村地區的政治代表性和領導力有所提高，但中國女性從未成為中國最高決策層的九名成員。女性在政治參與中扮演著邊緣角色， 我們幾乎看不到女性在政治舞台上的代表，只有10位女性政治家是中央委員會的正式成員，省級政府都沒有由女性經營。 婦女受到國家的嚴重壓制。 雖然現在女性受教育程度更高，但她們無法在政治領域中發揮所長。

2012年，朴槿惠成为大韩民国乃至东亚历史上首位民选女性国家元首。
2016年，蔡英文成為中華民國首位女性總統，也是台湾首位非出身政治世家的女性國家元首
2017年林鄭月娥成為歷史上首位香港女性行政長官，以及香港開埠以來首位女性最高級行政官員。2018年起，林鄭月娥更出任國務院粵港澳大灣區建設領導小組成員，躋身中央決策層。
蘇赫巴托爾·彥吉瑪在1953年10月23日至1954年7月7日，署理大人民呼拉爾主席團主席，是世界上第二位女性國會領導人。

### 南亞
1988年，貝娜齊爾·布託以35歲之齡當選了巴基斯坦總理，並且宣誓組織聯合政府，在眾多穆斯林國家中，是第一位女性擔當總理一職。希娜·拉巴尼·哈爾是巴基斯坦外交部最年輕的部長，也是該國首位女外長。瑪莉哈·洛迪是巴基斯坦史上第一位女性擔任常駐聯合國代表。
2015年10月28日，比迪婭·戴維·班達里被議會選為總統，是尼泊爾第二任總統和首任女總統。

### 東南亞
旺阿兹莎是馬來西亞史上第一位女性副首相。潔蒂·阿茲是馬來西亞歷史上在位第二久的央行行長，也是全亞洲歷史上第一位擔任央行行長的女性。黃燕燕是馬來西亞第一位華裔女性部長，也是馬來西亞最大華人政黨馬來西亞華人公會第一位經黨員投票當選的女性副會長。
昂山素姬是全國民主聯盟的創辦人之一，2016年3月接任緬甸外交部、總統府事務部兩個部的部長，4月同時出任新設置的國務資政一職，被外界視為相當於緬甸總理的職務，成為實際的領導人。
柯拉蓉·艾奎諾於1986年成為菲律賓第11任總統，亦是菲律賓及亞洲首位民選女總統，而格洛麗亞·馬卡帕加爾-阿羅約是菲律賓第二任女總統。萊妮·羅布雷多是菲律賓史上第二位女副總統。
哈莉瑪·雅各布曾任新加坡國會首位女性議長，現任新加坡總統，是新加坡史上首位女性總統和擔任最高政治職務的馬來族穆斯林女性。
英拉·西那瓦是泰國歷史上首位女首相及最年輕的首相。
阮氏金銀在2016年3月31日任越南國會主席，是越南首位女性國會主席。
佩通坦·钦那瓦在2024年8月16日成為泰國新任總理。她是繼姑姑英拉·钦那瓦之後泰國第二位女性總理，也是出自他信·钦那瓦家族的第四位總理。

### 西亞
果爾達·梅厄是以色列的首位女性總理，也是近現代世界的第三位女性政府首腦。達利亞·伊澤克在2006至2009年間，擔任以色列國會議長，為以色列歷史上首位女性議長。此外，還曾兩次代理總統。

### 北亞
瓦蓮京娜·馬特維延科在2011年9月21日當選為俄羅斯聯邦委員會主席，該職是僅次於總統和總理的第三號實權人物，是目前俄羅斯級別最高的女性政治人物。

## 對婦女的暴力和性騷擾
吉爾吉斯斯坦的婦女面臨強姦、家庭暴力、性侵犯和性騷擾的問題。包括配偶強姦在內的強姦案件很少提交法院審理，很多婦女選擇不報案，以免節外生枝。有人指出農村的傳統習俗－綁婚，是導致年輕女孩強姦問題的其中一個因素。2012年的一項政府調查發現，吉爾吉斯斯坦28％的女性或女孩遭受過虐待。 報告指出：「遭受過家庭暴力或強迫婚姻或早婚的女性常常感到巨大的家庭和社會壓力，要求將虐待保密，並為家庭著想。」，因此警察經常忽視家庭暴力案件。女性在私營部門和大學被性騷擾的情況非常嚴重，但很少被報導。
2010年，東帝汶政府通過了《反家庭暴力法》，開展了教育活動，提高公眾意識，但並未能保護婦女。社會普遍認為家暴是私事，而且女性大多在經濟上依賴男性，再加上法庭拒審家暴案件，令女性在舉報家暴案件上遇到不少阻力。不少東帝汶婦女在婚姻或其他親密關係中面臨強姦，更糟糕的是，34％的女性經歷過任何類型的強姦，59％的強姦男性表示他們在青少年時期和青春期強姦女性。
在尼泊爾，家庭暴力被認為是私人問題，因此外人很難干預。婦女大多在尼泊爾面臨婚內強姦和暴力，不僅是丈夫，還有其他家庭成員。
大約40％的中國女性表示她們遭受過性騷擾。

## 宣傳性別平等

### 社會運動
「新節奏」是一個吉爾吉斯斯坦小規模的女權主義團體，由三位年輕女性創立，總部設在奧什。 最初，它不向公眾開放，僅由4名年輕女士組成，但在2016年，他們決定通過組織國際婦女節的遊行來公開。 該組織針對的是14至28歲之間的女性，組織主要宗旨之一是打擊家庭暴力、早婚或新娘綁架和性別歧視。 創始人還希望鼓勵女性接受高等教育。 該小組試圖利用圖像和圖片向公眾宣傳婦女的權利，並向她們展示婦女面臨的問題。
Durga Ghimire是一名尼泊爾人權活動家，非政府組織ABC尼泊爾的創辦人，從事有關婦女福利和反販運活動。她推出了許多促進婦女權利的項目。 例如，她發起了「Mangala Sahana康復之家」，為尼泊爾政府提到的不同類型暴力的受害者提供支持。 資金由幾個慈善機構提供。 已向12名受害者提供加德滿都和比拉特納加爾中心的服務。
由於性騷擾案件非常嚴重和漏報，女性發起了#MeToo中國運動，後來被稱為＃米兔運動，因為在普通話中米兔的讀音，類似於“Me Too”的發音，而採用米兔主要是為了規避審查。